# 倫瑙 (伯恩州)

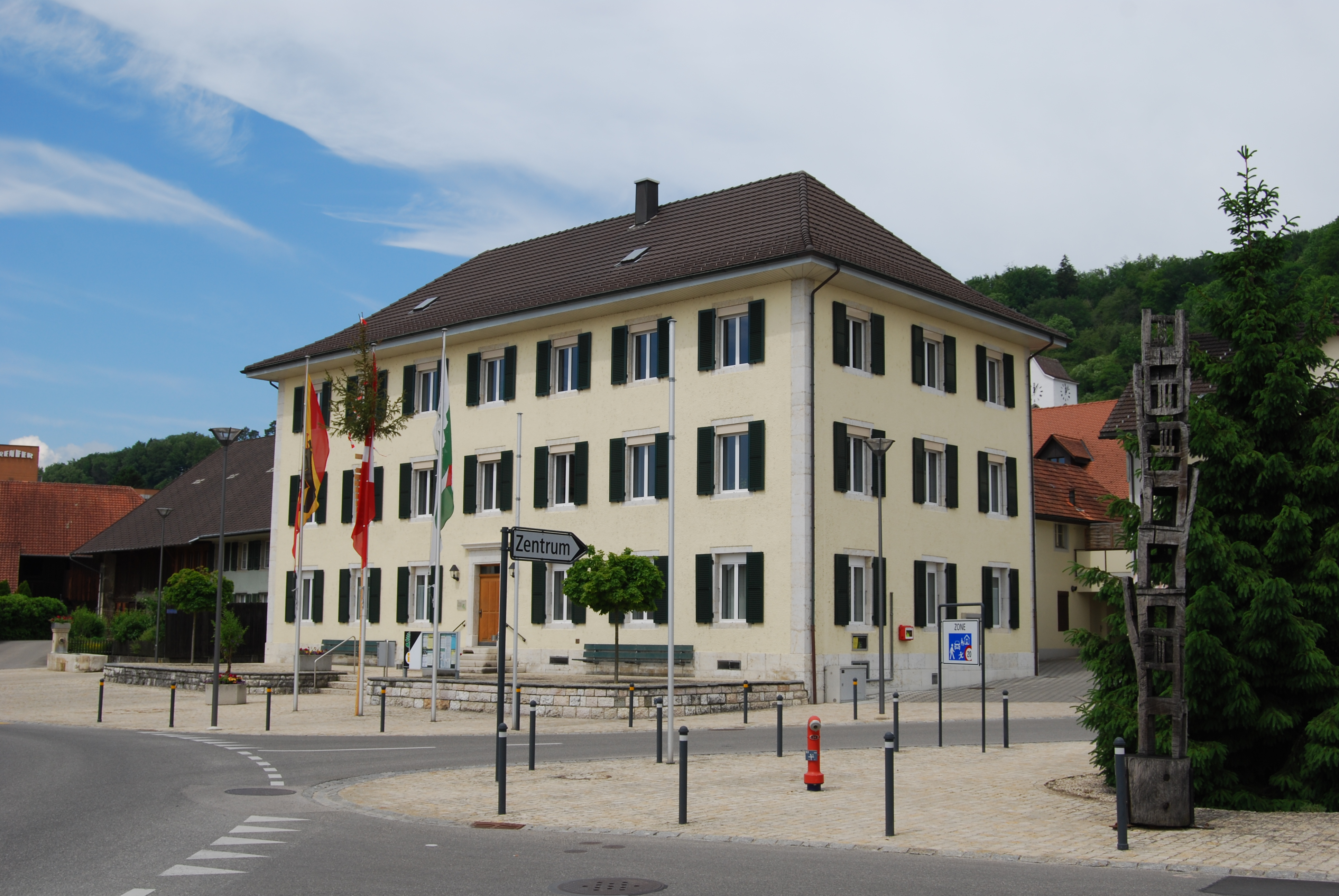

倫瑙是瑞士的一个镇，位於該國中西部，由伯恩州負責管轄，面積7.38平方公里，海拔高度445米，2011年人口4,604，六成人口信奉基督教，人口密度每平方公里624人。